# 村上啓介
村上 啓介（むらかみ けいすけ、1955年7月3日 - ）は、ロックバンドTHE ALPHA元メンバー(リーダー)、MULTI MAXのメンバー。THE ALPHA及びMULTI MAXでの担当はボーカル、コーラス、ギター。MULTI MAXでは、音楽プロデューサーとして、全楽曲の編曲を担当。この他多くの歌手に楽曲提供を行い、編曲・レコーディングにも参加。現在はライブを中心に活動。熊本県上益城郡山都町(旧矢部町)出身。真和中学校・高等学校 卒。専門学校九州デザイナー学院 １年次中退。
愛称は啓介さん、K介。血液型はB型。

## 経歴
1955年7月3日、熊本県上益城郡山都町(旧矢部町)で食品会社兼餅屋を経営する父と喫茶店を経営をする母の元に生まれる。
- 1968年、真和中学校・高等学校に入学する。高校1年生(15歳)の頃エレキギターを始め、校内バンドを組むなどしていた。中学時代は学業において優秀な成績を収めていたが、ギターを始めた頃から徐々に落ちたという。
- 1974年、商業デザイナーを目指すべく福岡市内にある専門学校九州デザイナー学院 に入学するが、あちこちのライブハウスなどでギタリストとしてライブ参加するなどしていたこともあり、学校課題に追い付けず、1年目の1学期後の夏休みに故郷である熊本に帰ったのち、中退する。
- 中退後、夜ディスコのハコバンを5年半勤めたのち、母が喫茶店経営をしていたこともあり、ギターなどの音楽機材を全て売り払い、たこ焼き屋を始めるものの、営業時間終了後、ジャズ喫茶やライブハウスに参加する内にギター熱が再発し、3ヶ月で閉店させる。また、その前は車のセールスマンとして務めていた。
- その後、故郷である熊本にて、昼はパン屋勤務(大谷楽器でギター講師をしていた時期もある)夜はライブハウスなどで弾き語りやスタジオミュージシャンとして九州を中心に活動を行い、数多くのアマチュアミュージシャンと交流を図る。また、その頃の睡眠時間は2～3時間と語っていた[1][2]。また、その間に音楽理論を研究する。
- 1981年4月12日、村上けいすけ&フレンズとしてヤマハ第21回ポピュラーソングコンテストの九州本戦に初出場する[注 1]結果は、九州本戦にて落選。
- 1981年10月、村上啓介&ネットワーク[注 2][3]としてヤマハ第22回ポピュラーソングコンテストの嬬恋本大会に初出場。
- 1983年5月、小森田実&ALPHAのメンバーとしてヤマハ第25回ポピュラーソングコンテストの嬬恋本大会出場、グランプリを獲得し、同年にデビュー。
- 1984年5月、第27回ポピュラーソングコンテスト出場者の編曲を皮切りに編曲家としての活動を開始する。
- 1984年10月、小森田実が離脱し、THE ALPHAとして活動を開始。同年12月～1987年1月までCHAGE and ASKAのコンサートサポートバンドとして活動する。
- 1985年7月1日、ばんばひろふみ「Vのシナリオ〜吠えろライオンズ!〜」の編曲にて本格的にプロとしての編曲家としての活動を開始する。作詞・作曲は、CHAGE and ASKAであった。
- 1989年4月、THE ALPHA 解散。同年10月にChage、淺井ひろみと共にMULTI MAXを結成。シングル「SOME DAY」でデビュー。
- 1996年、CHAGE and ASKAがMTVアンプラグドに出演する際にギターサポートメンバーとして共に出演、CHAGE and ASKAと共に日本人初のMTVアンプラグド出演となる。同年、MULTI MAX活動休止。
- 1998年、ソロ活動開始。全国にてライブ活動を展開する。
- 1999年、1stアルバム「SOLO ONE -ソロdeソロソロ-」をリリース。同年12月、CHAGE and ASKAのカウントダウンライブにMULTI MAXとして参加。
- 2010年、Chage、久松史奈、西川進らを中心としたバンド、チャゲトルズのボーカル・ギターとして活動。
- 2014年、11月からのライブツアー「Chage LiveTour 2014」でもバンド「1/6（ワン・スラッシュ・シックス）」のメンバーで参加。
- 2017年、12月8日に5thアルバム「MAGICAL GUITAR MAN」リリース。それを記念したライブをYouTube上で生配信。

＊現在
毎月一度のペースで東京都東新宿にあるライブハウス『新宿SACT！』で村上啓介(Vocal.Guitar)惠美直也(Bass.Chorus)関淳二郎(Guitar.Vocal)『あなたが元気で笑っていたら それでいい♪』開催し精力的に音楽活動を展開中。

## 人物
- 妹が二人いる。
- 息子がいる。
- 趣味は、料理、大工、洋画鑑賞である。特に料理は、経歴の通り、たこ焼き屋を経営していたこともあり、たこ焼きは得意料理であり、CHAGEも美味しいと絶賛していた[4]。また、自身のライブではうどんを振る舞うこともあり、そちらも評判が高い。

洋画鑑賞は幼い頃に貰ったお小遣いを使い鑑賞したことから始まり音楽を始めたきっかけもビートルズがやって来るヤァ!ヤァ!ヤァ! (映画)を鑑賞したことからである。。
- ビートルズファンであり、中学時代マッシュルームカットにしていた。ギタリストとしては、ジョン・レノン及びジョージ・ハリスン。プロデューサーとして、ジョージ・マーティンを敬愛しており、自身のライブでも頻繁に演奏される。また、MULTI MAXのPAやファンなどからはジョン・レノンに声質が似てると呼ばれ、自身も認めている。この他のギタリストとしては、ラリー・カールトン、ジョージ・ベンソン、ジェフ・ベックを敬愛している。
- 10代の頃から目が悪く、50代頃までは、普段眼鏡を掛け、基本的にライブやインタビューなどの仕事ではコンタクトを使用していた。(現在は眼鏡を常に使用している。)
- 中学・高校時代は全寮制の男子校であり、規律が厳しかったため、先生に見つからないように真夜中のギター練習をしていた。
- 中学・高校時代に器械体操部、卓球部に在籍していた。
- 愛煙家である。
- THE ALPHA時代や1989年のMULTI MAXの頃、ファンや音楽関係者などからBOØWYの氷室京介に似てると言われており、MULTI MAXとして初出演時の1989年11月4日のヒットスタジオR&Nにおいて、古舘伊知郎から「もうお分かりですね?矢崎滋(CHAGE)さんと氷室京介(村上啓介)さんです。」と冗談交じりに紹介され苦笑する。
- マルチプレイヤーでもあり、1992年頃からCHAGE and ASKAやMULTI MAXのレコーディングにてギターのみならず、ウクレレ、バンジョー、ベース、パーカッションやプログラマーを担当することがあった。
- CHAGE and ASKAの曲の中で一番好きな曲は、オンリー・ロンリーである。
- あまりMCが得意では無いため、MULTI MAXやTHE ALPHAの頃は喋ることは少なかった。

## エピソード
ギタリストやアレンジャーとしての評価は高く、当時のサポートミュージシャンからも一定の評価をされていた。特にCHAGEからは「啓介さんのギターは泣ける」と評価されており、また、ASKAからも「遅れてきた天才ギタリスト・アレンジャー」と称されている。更に、MTVアンプラグドのサポートメンバー同行をCHAGEが提案し、CHAGE and ASKAと共に日本人初出演を果たしているが、略歴に記載したような特殊な経歴を持っていることや下記のような天然・大酒豪ぶりからCHAGE and ASKAやMULTI MAXの淺井ひろみなどから「宇宙人」と称されており、当時のインタビューや音楽番組、CHAGEのNORUSORUなどでエピソードが時折暴露されていた。

### 天然エピソード
- アマチュア時代に180万円を幽霊会社から騙しとられる[6]
- CHAGE and ASKAのツアー時に荷物をホテルのロビーの外に置き忘れたままバスに乗り、出発後もしばらく気が付かなかった。
- ラジオのレギュラー番組(ALPHA今夜もセンセーション)でリスナーからのハガキ読みをした際に枝番まで喋ろうとしてメンバーに慌てて止められる。
- 1992年CHAGE and ASKAとのロンドンレコーディング時にCHAGEと共同生活をしていた際にそうめんをポットで茹でる[7]。
- 熊本弁訛りがあるため、タクシーに道を間違えられることが多々ある（例：日清パワーステーション▶西新宿、ボトムライン▶元村医院）[8]
- コンビニに行った際、保険証は売っていないのか?と聞く
- MULTI MAXのアルバム「HEVEN」楽曲制作の際、宅録で深夜帯に行っていたため、ある日の帰宅時に自宅前の玄関に張り紙で『変な音を出さないでください!』と苦情が入る[9]。

### 大酒豪エピソード
- 1984年CHAGE and ASKAのツアーメンバーとして参加した初日のリハーサルにて、バンドマスターの立場でありながら、朝まで飲酒していたため遅刻する。
- 1986年1月14日大阪バナナホールで行われたTHE ALPHAのライブMCにて「MCが不安だから1杯お酒をひっかけてきた」と発言。
- MULTI MAXのメンバーとしてミュージックステーション に出演した際、飲酒した状態で出演したためタモリから「ダメだよ。お酒飲んだ状態でテレビ出たら」と注意される。
- MULTI MAXのアルバム第3作「Human」の村上が作曲を担当した1曲目のインストゥルメンタルの曲名は「MOFUⅢ(馬亜日酒の日々)」
- 1993年5月頃のCHAGEのNORUSORUにMULTI MAXのメンバーとしてゲスト出演した際、飲酒した状態で出演しており、ファンからのプレゼントを開けるなどしており、CHAGEは終始阻止を行い、淺井ひろみは困惑していた。また、1993年9月22日の放送では従兄弟との東京ディズニーランドの帰りに酔った状態で出演していた。また、出演しなくても楽屋にいることも度々あった。
- 淺井ひろみから「もし、お酒・タバコ・音楽を辞めるとするならどれを辞めますか?」の質問に対し、「まず、その中だったら、タバコを辞める。お酒は辞められない。音楽も辞められない。」と回答する[10]。
- MULTI MAXのメンバーとして1996年11月25日放送の『HEY!HEY!HEY! MUSIC CHAMP』に出演したが、収録の合間に缶ビールを3缶飲酒した状態で参加した上にトークパートでハンドマイクを持っているにもかかわらず、司会のダウンタウンからコメントを求められた際、マイクを持っていることを忘れ地声で返答。しかも一度ではなく三度もマイクを使わず答えた。この様子は翌1997年3月30日放送の『FNS番組対抗NG大賞』でも採りあげられた。
- 2014年7月10日に発売された「CHAGE PRESENTS MULTI MAX MAXISM IN BUDOKAN DVD Digest」は当初CHAGEと2人での副音声収録予定だったが、村上啓介が二日酔いの為ドタキャンになり、急遽CHAGE1人の収録になる。その際何度も「啓介さ〜ん!待ってますよ!」と呼びかけられる。
※「CHAGE presents MULTI MAX DOCUMENT&LIVE 1996-1997 177DAYS Oki doki! DVD Digest」の方は予定通りCHAGEと2人での副音声収録となった。

## 使用機材遍歴

### エレアコ
- Ovation 2778AX-NEB

### セミアコ
- Ibanez GB10 ”GEORGE BENSON Model”(アマチュア時代)

アマチュア時代に使用。

### エレキギター
- MOON PMG STEVE LUKATHER MODEL'81(アマチュア時代～1989年4月頃)[11]

アマチュア時代からTHE ALPHA時代に使用。
- YAMAHA MG-M WHITE (1989年10月～1990年頃、2014年頃)

MULTI MAXの初代ロゴ(1989年頃)をモチーフに特殊ペイント(緑・赤・黄色・黒)を使用して、塗ったギターデザインとなっている。
- Fender Telecaster EXTRAD TL52 LIGHT ASH BODY(1991年、1996年)
- Gibson Les Paul Custom-1990年モデル?(1991年～1992年頃)
- YAMAHA YGシリーズモニター版(1992年頃)
- Rickenbacker 360/12V64JG(1992年頃)
- yamaha USA pacifica custom yellow natural satin YGD-初代:1992年型(1992、1996年頃)
- Gibson Les Paul Standard 40th Anniversary Ebony black(1993年頃～現在)

全世界300本限定で生産・販売されたものとなっている。
- Staffordマンドリン型エレキギター(1994年頃)
- Epiphone Limited Edition Union Jack Sheraton(2016年頃～)

### シーケンサー
- YAMAHA QXシリーズ QX3 (1987年頃～)

CHAGE and ASKAなどの楽曲制作時やMULTI MAXでのライブにて使用され、現在も使用されている。

## ディスコグラフィー

### アルバム
1. SOLO ONE -ソロdeソロソロ-（1999年7月28日）
2. 手をにぎった（2000年10月xx日）
3. THE THIRD ～星に願いを～（2001年11月1日）
4. K4 -Din Don Dan-（2008年7月05日）
5. MAGICAL GUITAR MAN（2017年12月8日）

## 出演

### CM
日本マクドナルド「 Mac tonight 」(1987年5月～6月)
全世界でONAIRされたキャンペーンCMの日本版を担当。